# Tor remadevii
Tor remadevii is een straalvinnige vissensoort uit de familie van de eigenlijke karpers (Cyprinidae). De wetenschappelijke naam van de soort is voor het eerst geldig gepubliceerd in 2011 door Madhusoodana Kurup & Radhakrishnan.